# Fußball-Europameisterschaft 1992/Gruppe 2
| Pl.                                                               | Land        | Sp. | S | U | N | Tore    | Diff. | Punkte |
| ----------------------------------------------------------------- | ----------- | --- | - | - | - | ------- | ----- | ------ |
| 1.                                                                | Niederlande | 3   | 2 | 1 | 0 | 004:100 | +3    | 05:10  |
| 2.                                                                | Deutschland | 3   | 1 | 1 | 1 | 004:400 | ±0    | 03:30  |
| 3.                                                                | Schottland  | 3   | 1 | 0 | 2 | 003:300 | ±0    | 02:40  |
| 4.                                                                | GUS         | 3   | 0 | 2 | 1 | 001:400 | −3    | 02:40  |
| Für die Platzierung 3 und 4 ist der direkte Vergleich maßgeblich. |             |     |   |   |   |         |       |        |

Gruppe 2 der Fußball-Europameisterschaft 1992:

## Niederlande – Schottland 1:0 (0:0)
| Niederlande                                              | Niederlande | Schottland | Schottland | Aufstellung                              |
| -------------------------------------------------------- | --- | --- | ---------- | ---------------------------------------- |
| Niederlande                                              | \| 1. Gruppenspieltag \| \| Freitag, 12. Juni 1992 um 17:15 Uhr in Göteborg (Ullevi) \| \| Zuschauer: 35.700 \| \| Schiedsrichter: Bo Karlsson ( Schweden) \| \| Spielbericht \|                                                              | \| 1. Gruppenspieltag \| \| Freitag, 12. Juni 1992 um 17:15 Uhr in Göteborg (Ullevi) \| \| Zuschauer: 35.700 \| \| Schiedsrichter: Bo Karlsson ( Schweden) \| \| Spielbericht \|                                                               | Schottland | Aufstellung Niederlande gegen Schottland |
| Niederlande                                              | Hans van Breukelen – Ronald Koeman – Berry van Aerle, Adri van Tiggelen – Frank Rijkaard, Jan Wouters (54. Wim Jonk) – Ruud Gullit , Dennis Bergkamp (84. Aron Winter), Rob Witschge – Marco van Basten, Bryan Roy Cheftrainer: Rinus Michels | Andy Goram – Stewart McKimmie, Richard Gough , Dave McPherson, Maurice Malpas – Gary McAllister, Paul McStay (78. Duncan Ferguson), Stuart McCall, Brian McClair – Gordon Durie, Ally McCoist (73. Kevin Gallacher) Cheftrainer: Andy Roxburgh | Schottland | Aufstellung Niederlande gegen Schottland |
| Niederlande                                              | 1:0 Dennis Bergkamp (75.) | | Schottland | Aufstellung Niederlande gegen Schottland |
| Niederlande                                              | Witschge (25.) | | Schottland | Aufstellung Niederlande gegen Schottland |
| 1. Gruppenspieltag                                       | | |            |                                          |
| Freitag, 12. Juni 1992 um 17:15 Uhr in Göteborg (Ullevi) | | |            |                                          |
| Zuschauer: 35.700                                        | | |            |                                          |
| Schiedsrichter: Bo Karlsson ( Schweden)                  | | |            |                                          |
| Spielbericht                                             | | |            |                                          |

## GUS – Deutschland 1:1 (0:0)
| GUS                                                             | GUS | Deutschland | Deutschland | Aufstellung                       |
| --------------------------------------------------------------- | --- | --- | ----------- | --------------------------------- |
| GUS, Gemeinschaft Unabhängiger Staaten                          | \| 1. Gruppenspieltag \| \| Freitag, 12. Juni 1992 um 20:15 Uhr in Norrköping (Idrottspark) \| \| Zuschauer: 17.700 \| \| Schiedsrichter: Gérard Biguet ( Frankreich) \| \| Spielbericht \|                                                                                        | \| 1. Gruppenspieltag \| \| Freitag, 12. Juni 1992 um 20:15 Uhr in Norrköping (Idrottspark) \| \| Zuschauer: 17.700 \| \| Schiedsrichter: Gérard Biguet ( Frankreich) \| \| Spielbericht \|                                                     | Deutschland | Aufstellung GUS gegen Deutschland |
| GUS, Gemeinschaft Unabhängiger Staaten                          | Dmitri Charin – Andrei Tschernyschow – Oleh Kusnezow, Achrik Zweiba – Dmitri Kusnezow – Andrei Kantschelskis, Oleksij Mychajlytschenko , Igor Dobrowolski, Igor Schalimow (86. Andrei Iwanow) – Wolodymyr Ljutyj (46. Wiktor Onopko), Igor Kolywanow Cheftrainer: Anatoly Byshowez | Bodo Illgner – Manfred Binz – Stefan Reuter (65. Jürgen Klinsmann), Jürgen Kohler, Andreas Brehme – Thomas Doll, Stefan Effenberg, Guido Buchwald, Thomas Häßler – Rudi Völler (46. Andreas Möller), Karl-Heinz Riedle Cheftrainer: Berti Vogts | Deutschland | Aufstellung GUS gegen Deutschland |
| GUS, Gemeinschaft Unabhängiger Staaten                          | 1:0 Igor Dobrowolski (63., Foulelfmeter) | 1:1 Thomas Häßler (90.) | Deutschland | Aufstellung GUS gegen Deutschland |
| GUS, Gemeinschaft Unabhängiger Staaten                          | Dobrowolski (70.), Charin (75.), Zweiba (88.) | | Deutschland | Aufstellung GUS gegen Deutschland |
| 1. Gruppenspieltag                                              | | |             |                                   |
| Freitag, 12. Juni 1992 um 20:15 Uhr in Norrköping (Idrottspark) | | |             |                                   |
| Zuschauer: 17.700                                               | | |             |                                   |
| Schiedsrichter: Gérard Biguet ( Frankreich)                     | | |             |                                   |
| Spielbericht                                                    | | |             |                                   |

## Deutschland – Schottland 2:0 (1:0)
| Deutschland                                                    | Deutschland | Schottland | Schottland | Aufstellung                              |
| -------------------------------------------------------------- | --- | --- | ---------- | ---------------------------------------- |
| Deutschland                                                    | \| 2. Gruppenspieltag \| \| Montag, 15. Juni 1992 um 17:15 Uhr in Norrköping (Idrottspark) \| \| Zuschauer: 17.638 \| \| Schiedsrichter: Guy Goethals ( Belgien) \| \| Spielbericht \|                                                                 | \| 2. Gruppenspieltag \| \| Montag, 15. Juni 1992 um 17:15 Uhr in Norrköping (Idrottspark) \| \| Zuschauer: 17.638 \| \| Schiedsrichter: Guy Goethals ( Belgien) \| \| Spielbericht \|                                                   | Schottland | Aufstellung Deutschland gegen Schottland |
| Deutschland                                                    | Bodo Illgner – Manfred Binz – Guido Buchwald, Jürgen Kohler – Thomas Häßler, Stefan Effenberg, Matthias Sammer, Andreas Möller, Andreas Brehme – Jürgen Klinsmann, Karl-Heinz Riedle (67. Stefan Reuter / 75. Michael Schulz) Cheftrainer: Berti Vogts | Andy Goram – Stewart McKimmie, Richard Gough , Dave McPherson, Maurice Malpas – Gary McAllister, Paul McStay, Stuart McCall, Brian McClair – Gordon Durie (55. Pat Nevin), Ally McCoist (68. Kevin Gallacher) Cheftrainer: Andy Roxburgh | Schottland | Aufstellung Deutschland gegen Schottland |
| Deutschland                                                    | 1:0 Karl-Heinz Riedle (29.) 2:0 Stefan Effenberg (47.) | | Schottland | Aufstellung Deutschland gegen Schottland |
| Deutschland                                                    | Häßler (87.) | McCall (90.) | Schottland | Aufstellung Deutschland gegen Schottland |
| 2. Gruppenspieltag                                             | | |            |                                          |
| Montag, 15. Juni 1992 um 17:15 Uhr in Norrköping (Idrottspark) | | |            |                                          |
| Zuschauer: 17.638                                              | | |            |                                          |
| Schiedsrichter: Guy Goethals ( Belgien)                        | | |            |                                          |
| Spielbericht                                                   | | |            |                                          |

## Niederlande – GUS 0:0
| Niederlande                                             | Niederlande | GUS | GUS                                    | Aufstellung                       |
| ------------------------------------------------------- | --- | --- | -------------------------------------- | --------------------------------- |
| Niederlande                                             | \| 2. Gruppenspieltag \| \| Montag, 15. Juni 1992 um 20:15 Uhr in Göteborg (Ullevi) \| \| Zuschauer: 34.400 \| \| Schiedsrichter: Peter Mikkelsen ( Dänemark) \| \| Spielbericht \|                                                                    | \| 2. Gruppenspieltag \| \| Montag, 15. Juni 1992 um 20:15 Uhr in Göteborg (Ullevi) \| \| Zuschauer: 34.400 \| \| Schiedsrichter: Peter Mikkelsen ( Dänemark) \| \| Spielbericht \|                                                                                                 | GUS, Gemeinschaft Unabhängiger Staaten | Aufstellung Niederlande gegen GUS |
| Niederlande                                             | Hans van Breukelen – Ronald Koeman – Berry van Aerle, Adri van Tiggelen – Frank Rijkaard, Jan Wouters – Ruud Gullit (72. John van ’t Schip), Dennis Bergkamp (80. Eric Viscaal), Rob Witschge – Marco van Basten, Bryan Roy Cheftrainer: Rinus Michels | Dmitri Charin – Andrei Tschernyschow – Andrei Kantschelskis (65. Sergei Kirjakow), Oleh Kusnezow – Achrik Zweiba – Sjarhej Alejnikau (57. Dmitri Kusnezow), Oleksij Mychajlytschenko , Igor Dobrowolski, Wiktor Onopko – Sergei Juran, Igor Kolywanow Cheftrainer: Anatoly Byshowez | GUS, Gemeinschaft Unabhängiger Staaten | Aufstellung Niederlande gegen GUS |
| Niederlande                                             | Koeman (26.), Wouters (68.) | Zweiba (22.) | GUS, Gemeinschaft Unabhängiger Staaten | Aufstellung Niederlande gegen GUS |
| 2. Gruppenspieltag                                      | | |                                        |                                   |
| Montag, 15. Juni 1992 um 20:15 Uhr in Göteborg (Ullevi) | | |                                        |                                   |
| Zuschauer: 34.400                                       | | |                                        |                                   |
| Schiedsrichter: Peter Mikkelsen ( Dänemark)             | | |                                        |                                   |
| Spielbericht                                            | | |                                        |                                   |

## Deutschland – Niederlande 1:3 (0:2)
| Deutschland                                                 | Deutschland | Niederlande | Niederlande | Aufstellung                               |
| ----------------------------------------------------------- | --- | --- | ----------- | ----------------------------------------- |
| Deutschland                                                 | \| 3. Gruppenspieltag \| \| Donnerstag, 18. Juni 1992 um 20:15 Uhr in Göteborg (Ullevi) \| \| Zuschauer: 37.700 \| \| Schiedsrichter: Pierluigi Pairetto ( Italien) \| \| Spielbericht \|                                                               | \| 3. Gruppenspieltag \| \| Donnerstag, 18. Juni 1992 um 20:15 Uhr in Göteborg (Ullevi) \| \| Zuschauer: 37.700 \| \| Schiedsrichter: Pierluigi Pairetto ( Italien) \| \| Spielbericht \|                                                     | Niederlande | Aufstellung Deutschland gegen Niederlande |
| Deutschland                                                 | Bodo Illgner – Manfred Binz (46. Matthias Sammer) – Andreas Brehme , Jürgen Kohler – Thomas Häßler, Stefan Effenberg, Thomas Helmer, Andreas Möller, Michael Frontzeck – Jürgen Klinsmann, Karl-Heinz Riedle (76. Thomas Doll) Cheftrainer: Berti Vogts | Hans van Breukelen – Ronald Koeman – Adri van Tiggelen, Frank de Boer (61. Aron Winter) – Frank Rijkaard, Jan Wouters – Ruud Gullit , Dennis Bergkamp (87. Peter Bosz), Rob Witschge – Marco van Basten, Bryan Roy Cheftrainer: Rinus Michels | Niederlande | Aufstellung Deutschland gegen Niederlande |
| Deutschland                                                 | 1:2 Jürgen Klinsmann (53.) | 0:1 Frank Rijkaard (4.) 0:2 Rob Witschge (15.) 1:3 Dennis Bergkamp (72.) | Niederlande | Aufstellung Deutschland gegen Niederlande |
| Deutschland                                                 | Kohler (87.) | | Niederlande | Aufstellung Deutschland gegen Niederlande |
| 3. Gruppenspieltag                                          | | |             |                                           |
| Donnerstag, 18. Juni 1992 um 20:15 Uhr in Göteborg (Ullevi) | | |             |                                           |
| Zuschauer: 37.700                                           | | |             |                                           |
| Schiedsrichter: Pierluigi Pairetto ( Italien)               | | |             |                                           |
| Spielbericht                                                | | |             |                                           |

## Schottland – GUS 3:0 (2:0)
| Schottland                                                         | Schottland | GUS | GUS                                    | Aufstellung                      |
| ------------------------------------------------------------------ | --- | --- | -------------------------------------- | -------------------------------- |
| Schottland                                                         | \| 3. Gruppenspieltag \| \| Donnerstag, 18. Juni 1992 um 20:15 Uhr in Norrköping (Idrottspark) \| \| Zuschauer: 14.700 \| \| Schiedsrichter: Kurt Röthlisberger ( Schweiz) \| \| Spielbericht \|                                     | \| 3. Gruppenspieltag \| \| Donnerstag, 18. Juni 1992 um 20:15 Uhr in Norrköping (Idrottspark) \| \| Zuschauer: 14.700 \| \| Schiedsrichter: Kurt Röthlisberger ( Schweiz) \| \| Spielbericht \|                                                                                        | GUS, Gemeinschaft Unabhängiger Staaten | Aufstellung Schottland gegen GUS |
| Schottland                                                         | Andy Goram – Stewart McKimmie, Richard Gough , Dave McPherson, Tommy Boyd – Gary McAllister, Brian McClair (65. Jim McInally), Paul McStay, Stuart McCall – Kevin Gallacher (79. Pat Nevin), Ally McCoist Cheftrainer: Andy Roxburgh | Dmitri Charin – Andrei Tschernyschow – Kachaber Zchadadse, Oleh Kusnezow – Andrei Kantschelskis, Sjarhej Alejnikau (46. Dmitri Kusnezow), Oleksij Mychajlytschenko , Igor Dobrowolski, Wiktor Onopko – Sergei Juran, Sergei Kirjakow, (46. Igor Kornejew) Cheftrainer: Anatoly Byshowez | GUS, Gemeinschaft Unabhängiger Staaten | Aufstellung Schottland gegen GUS |
| Schottland                                                         | 1:0 Paul McStay (7.) 2:0 Brian McClair (16.) 3:0 Gary McAllister (84. Foulelfmeter) | | GUS, Gemeinschaft Unabhängiger Staaten | Aufstellung Schottland gegen GUS |
| Schottland                                                         | McCall (67.) | Tschernyschow (52.), D. Kusnezow (84.), Mychajlytschenko (85.) | GUS, Gemeinschaft Unabhängiger Staaten | Aufstellung Schottland gegen GUS |
| 3. Gruppenspieltag                                                 | | |                                        |                                  |
| Donnerstag, 18. Juni 1992 um 20:15 Uhr in Norrköping (Idrottspark) | | |                                        |                                  |
| Zuschauer: 14.700                                                  | | |                                        |                                  |
| Schiedsrichter: Kurt Röthlisberger ( Schweiz)                      | | |                                        |                                  |
| Spielbericht                                                       | | |                                        |                                  |